# بریتیش ریل کلاس ۷۱۰
بریتیش ریل کلاس ۷۱۰ (انگلیسی: British Rail Class 710) یک قطار خودگرانشی برقی جریان مستقیم و جریان متناوب است که در خط لی والی، خط گاسپل اوک تا بارکینگ، خط واتفورد دی‌سی، خط رامفورد تا آپمینستر و خط غرب لندن استفاده میشود.

## جزئیات ناوگان
| کلاس       | گرداننده         | تعداد ساخته شده | سال ساخت | Cars per Set | شماره         | توضیحات                                              |
| ---------- | ---------------- | --------------- | -------- | ------------ | ------------- | ---------------------------------------------------- |
| کلاس ۷۱۰/۱ | متروی زمینی لندن | 31              | ۲۰۱۷–۱۹  | ۴            | ۷۱۰۱۰۱–۷۱۰۱۳۱ | AC only for West Anglia Lines                        |
| کلاس ۷۱۰/۲ | متروی زمینی لندن | ۱۷              | ۲۰۱۷–۱۹  | ۴            | ۷۱۰۲۵۶–۷۱۰۲۶۹ | Dual-voltage for GOBLIN (10) and Watford DC Line (7) |
| کلاس ۷۱۰/۲ | متروی زمینی لندن | ۱۷              | ۲۰۱۷–۱۹  | ۴            | ۷۱۰۲۷۱–۷۱۰۲۷۳ | Dual-voltage for GOBLIN (10) and Watford DC Line (7) |
| کلاس ۷۱۰/۲ | متروی زمینی لندن | ۶               | ۲۰۱۷–۱۹  | ۵            | ۷۱۰۲۷۴–۷۱۰۲۷۹ | Dual-voltage for NLL and WLL                         |